# Sur la Terre
Sur la Terre — дебютный альбом французского DJ и продюсера Мартина Сольвейга. Релиз состоялся в 2002 году, при посредничестве французского лейбла Vendetta и Universal Music Group (мировое распространение).
Альбом был вполне положительно оценён критиком BBC Джеком Смитом, написавшим, что «хотя автору чуть более 20 лет, Sur la Terre — очень зрелый альбом» и давшему альбому оценку «рекомендовано».

## Список композиций

### Обычное издание
1. Intro
2. Someday
3. I’m a Good Man
4. Destiny
5. Burning
6. Linda
7. You Are My Friend
8. On Your Mind
9. Heart of Africa
10. Mr. President
11. Edony (Clap Your Hands)
12. Sur la Terre

### Британское двухдисковое издание

#### Диск1
1. Rocking Music
2. I’m A Good Man
3. Madan
4. Destiny
5. Burning Ethnic (Wake Up Mix)
6. Linda (Ms Nasty Remix)
7. Someday
8. You Are My Friend
9. On My Mind
10. Edony
11. Heart of Africa
12. Mr President
13. Sur la Terre

#### Диск 2
1. Heartbeat (Club Mix)
2. Rocking Music (Warren Clarke Remix)
3. I’m A Good Man (Mousse T Breakbeat Mix)
4. Linda (Kenny Dope Remix)
5. Someday (DJ Grégory Point G Remix)